# Malmö reptilcenter
Malmö reptilcenter, i folkmun Terrariet,  är ett terrarium som ligger i Folkets Park i Malmö. Det grundades 1983 av Frank Madsen, som än idag är ägaren. Där återfinns olika arter av ormar, ödlor, sköldpaddor, grodor, spindlar, skorpioner, fåglar, apor och även lite större djur som Afrikansk dvärgkrokodil. Känguruerna har flyttat till Ölands Djurpark.

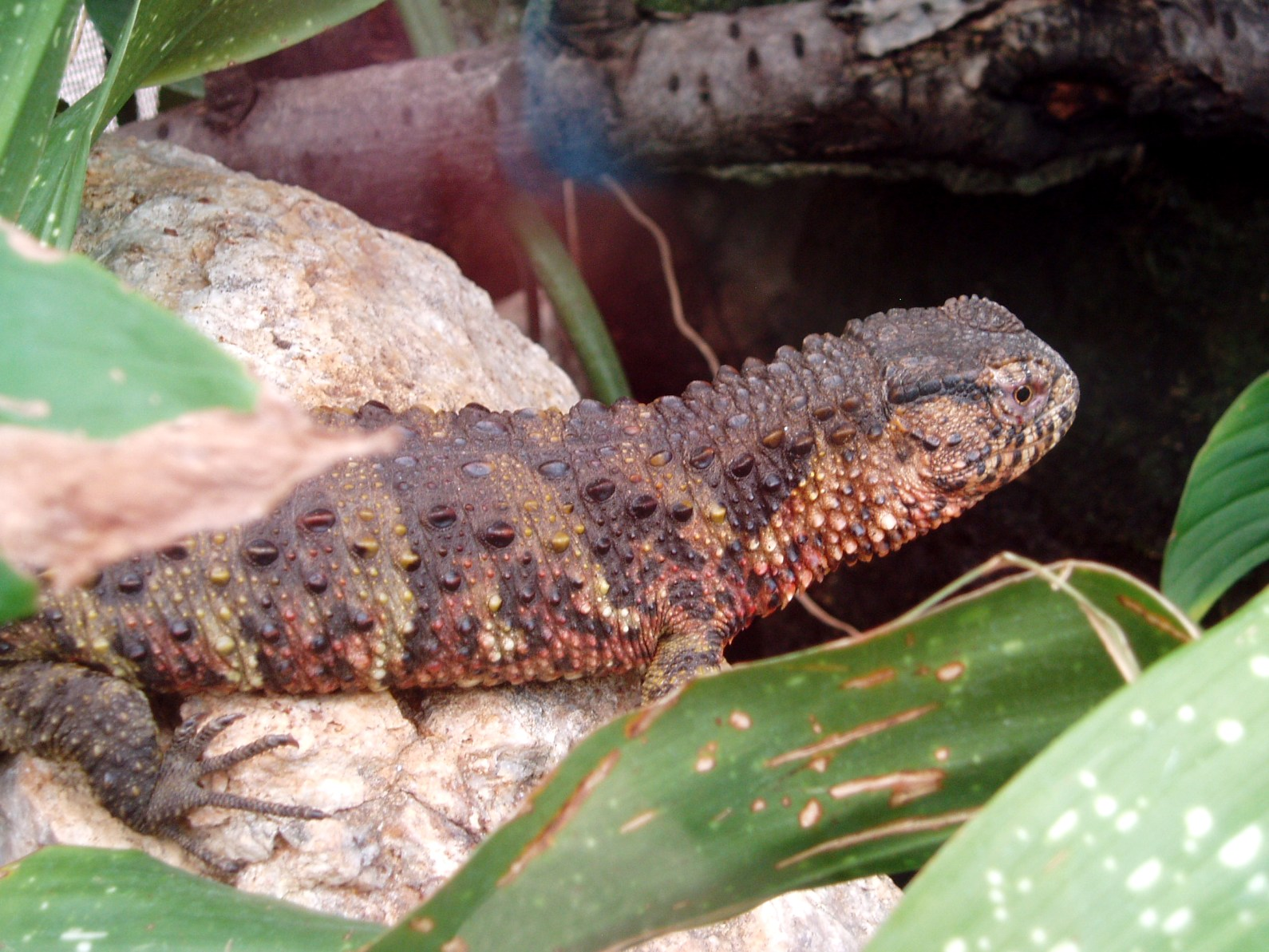
Krokodilödla (Shinisaurus crocodilurus).
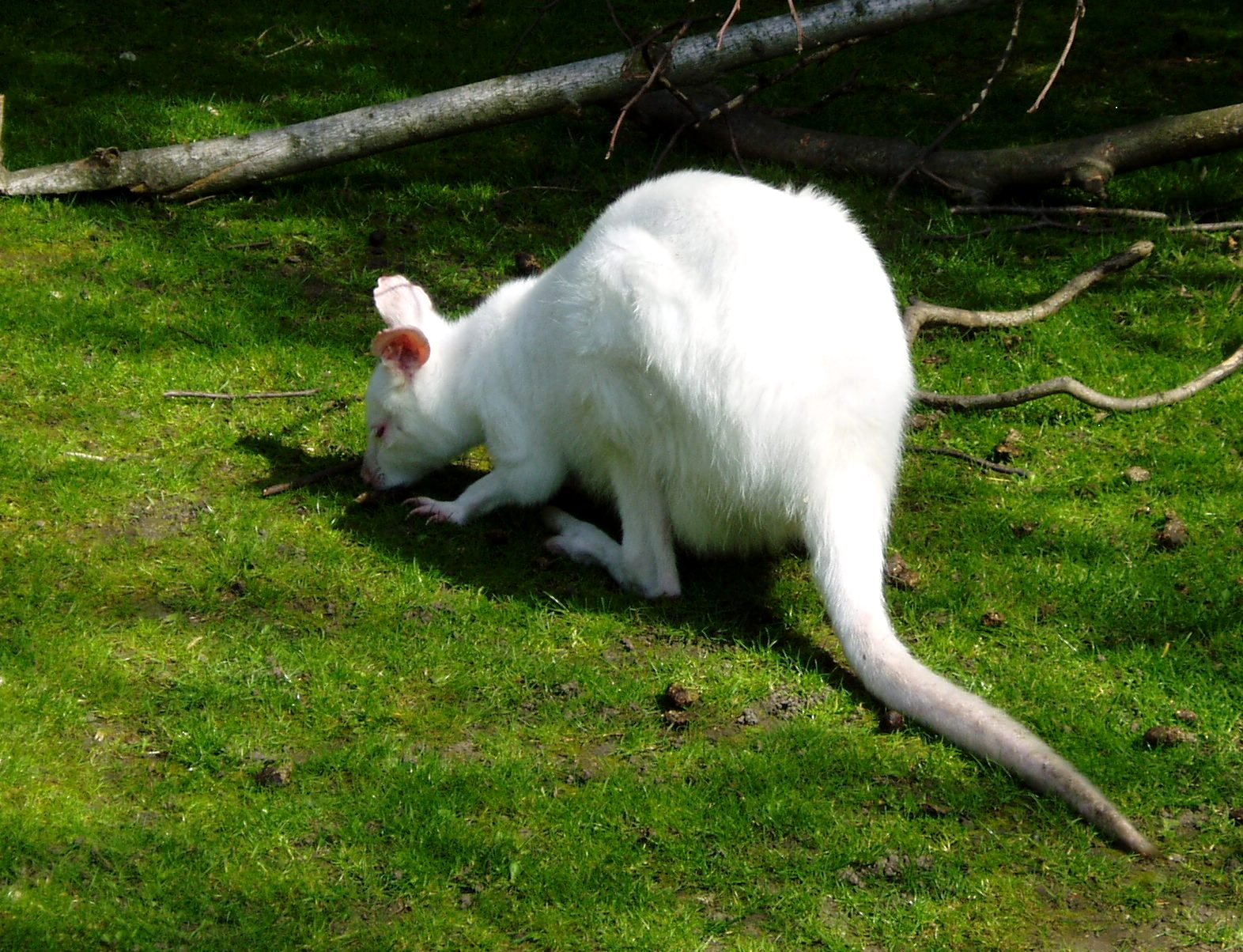
Snövit, en albino av Bennets känguru.